# Vladimir Potanin
Vladimir Olegovitj Potanin (ryska: Владимир Олегович Потанин), född 3 januari 1961 i Moskva, Sovjetunionen, är en rysk oligark. Han förvärvade sin förmögenhet genom det kontroversiella programmet lån-för-aktier i Ryssland på 1990-talet.

## Biografi
Potanin föddes i en högt uppsatt kommunistisk familj. År 1978 började han att studera vid fakulteten för internationella ekonomiska relationer vid Moskvas statliga institut för internationella relationer (MGIMO), som utbildar studenter för tjänst i utrikesministeriet. Efter examen 1983 följde han i sin fars fotspår och började arbeta vid FTO "Soyuzpromexport" för ministeriet för Sovjetunionens utrikeshandel. Han talar flytande ryska, engelska och franska.

## Karriär
Under perestrojkan lämnade Potanin de statliga organen för utrikeshandeln och startade 1991 den privata föreningen Interros där han drog nytta av sina samlade kunskaper från ministeriet och sitt tidigare professionella nätverk. År 1993 blev han VD för United Export Import Bank. Från 14 augusti 1996 till 17 mars 1997 verkade han som förste vice premiärminister i Ryska federationen. Sedan augusti 1998 innehar han positionerna som både VD och ordförande i styrelsen för Interros Company.
Potanins Interros äger 30 procent och kontrollerar det ryska nickelföretaget Norilsk Nickel, ett företag som ägs av Oleg Deripaskas RUSAL, Abram Reznikovs Alamak Espana handel och Alisjer Usmanovs Metalloinvest. Sedan mars 2003 har han tagit hand om det nationella rådet för bolagsstyrning (NSKU), vars främsta mål är att förbättra de rättsliga reglerna i Ryssland och att införa yrkesmässiga och etiska normer för bolagsstyrning i ryska bolag för att förbättra renommé och investeringsklimat hos det ryska näringslivet.
Sedan december 2001 har Potanin varit medlem i styrelsen för Solomon R. Guggenheim Foundation (NYC). I april 2003 valdes han till ordförande i styrelsen för Eremitaget i Sankt Petersburg, det mest kända ryska konstmuseet. Sedan 2005 har han varit medlem i Handelskammaren i Ryssland. I Paris i januari 2007 utsågs han av det franska kultur- och kommunikationsdepartementet till kommendör av den prestigefyllda Orden för konst och litteratur för sina kulturella insatser. Han avgick ur handelskammaren 2014.
Potanin investerade stort i fastigheter i Sotji i anslutning till Vinter OS 2014.
Potanin utökade under åren 2012 till 2015 sitt personliga engagemang och är fortfarande (2019) aktiv i nickelbolaget, nu publikt kallat Nornickel. 
Pontanins exfru Natalia Pontanina stämde honom på 15 miljarder USD för skilsmässa men förlorade målet.